# Protodrilus jouinae
Protodrilus jouinae är en ringmaskart som beskrevs av Von Nordheim 1989. Protodrilus jouinae ingår i släktet Protodrilus och familjen Protodrilidae. Inga underarter finns listade i Catalogue of Life.